# Des vacances amoureuses au Tyrol
Pour plus de détails, voir Fiche technique et Distribution.
Des vacances amoureuses au Tyrol (titre original : Verliebte Ferien in Tirol) est un film allemand réalisé par Harald Reinl, sorti en 1971.

## Synopsis
Le jeune architecte de Dortmund Stefan Hellwig a la chance de sa vie : Il est censé planifier l'expansion d'une carrière industrielle au Tyrol et, par exemple, concevoir un lotissement pour les nouveaux travailleurs. Il le doit notamment à la fille du directeur de la carrière Kersten, Monique, qui a gardé un œil sur lui. Stefan doit inspecter la zone sur place et livrer les premiers plans de planification dans les deux semaines.
Christian Meier, le répartiteur de l'industrie sidérurgique, emmène avec lui dans son auto Stefan, qui sera son sous-locataire et qui veut partir en vacances en Afrique avec sa femme Marie et sa fille Babsi. Cependant, l'horaire établi par Christian ne fonctionne pas et tout le monde n'arrive au Tyrol que le soir. Comme Babsi gémit de fatigue et que Marie ne veut pas continuer à Innsbruck dans le noir, la famille séjourne dans l'ancienne ferme tyrolienne, où Stefan a quand même loué une chambre pendant plusieurs jours.
Pendant la nuit, Babsi a de la fièvre et Stefan va chercher un médecin au village : Karin, qu'il amène à la ferme, est en fait vétérinaire, mais elle peut soigner Babsi, qui souffre d'un peu de stress. Cependant, elle prescrit trois jours de repos au lit. Christian, qui a tout dormi la nuit, veut toujours aller en Afrique. Il relance les vacances avec l'agence de voyages. Pendant ce temps, Babsi, enfant de la ville, se familiarise avec le nouvel environnement. Le garçon du village Peterl lui montre les jeunes chèvres et chamois, petits porcelets et hérissons. Elle lui parie qu'il sera impossible pour les poussins d'éclore des œufs le lendemain. Cependant, elle risque de manquer l'éclosion, car Christian veut partir immédiatement avec Babsi et Marie apparemment en bonne santé. Avec une astuce et l'aide du docteur Madesperger, on réussit à simuler une forte fièvre et une rougeole, ce qui signifie deux semaines de vacances prolongées de force au Tyrol pour Christian. Mais il découvre la supercherie, se rend chez Madesperger ivre et provoque un accident de voiture dans une station-service. La police étant à proximité, son permis de conduire est rapidement retiré, les réparations de la voiture prennent du temps et Christian doit enfin renoncer à ses projets pour l'Afrique. Alors qu'il s'endort ivre dans un alpage et profite de la nature à son réveil, il annonce à son retour à la ferme que les vacances se déroulent désormais officiellement au Tyrol. La famille est ravie et finalement elle décide de revenir l'année prochaine.
Karin est moins enthousiaste pour Stefan. Les deux commencent une histoire prudemment, mais elle découvre rapidement qu'il fait partie de ceux qui veulent chasser les agriculteurs de leurs propriétés et démolir les vieilles maisons pour les implantations modernes. En fait, l'intermédiaire du consul Kersten, Türk, est déjà dans le village pour faire des offres aux agriculteurs pour leurs propriétés. L'attitude de Stefan selon laquelle il n'est que l'exécuteur de plans pour lesquels il n'a finalement aucune responsabilité change lorsque la chèvre préférée de Peterl tombe dans la fosse de pierre dure et est gravement blessée. Il apprend également d'un agriculteur qu'il y a un tout aussi bon terrain constructible dans la vallée qu'il y en a sur les alpages avec les agriculteurs, mais que ce n'est pas lucratif : Dans la plaine alluviale des vallées, il faudrait couler des fondations profondes pour construire des maisons, alors que cela n'est pas nécessaire dans les montagnes à cause du sous-sol pierreux. Donc, en fin de compte, il s'agit d'économiser de l'argent et non d'une nécessité. Stefan donne sa démission au consul Kersten, mais Karin le considère désormais comme un lâche qui évite les problèmes. Finalement, Madesperger sauve la situation : il se rend chez le consul Kersten à Dortmund, convainc que le chantier de construction dans la vallée est acceptable pour lui et montre l'importance des anciennes fermes, Kersten accepte de déplacer les plans de construction dans la vallée. Stefan garde son travail et Karin et lui peuvent enfin devenir un couple.

## Fiche technique
- Titre : Des vacances amoureuses au Tyrol
- Titre original : Verliebte Ferien in Tirol
- Réalisation : Harald Reinl assisté de Charles Wakefield
- Scénario : Alfred Berger, Klaus E.R. von Schwarze, Harald Reinl
- Musique : Martin Böttcher
- Direction artistique : Sepp Rothauer
- Costumes : Lilo Nöbauer
- Photographie : Ernst W. Kalinke
- Son : Hubert Mair
- Montage : Jutta Neumann
- Production : Walter Traut
- Société de production : Divina-Film
- Société de distribution : Gloria Filmverleih
- Pays d'origine :  Allemagne de l'Ouest
- Langue : allemand
- Format : Couleur - 1,66:1 - mono - 35 mm
- Genre : Comédie
- Durée : 82 minutes
- Dates de sortie :
  -  Allemagne de l'Ouest : 1er octobre 1971.
  -  France : 25 février 1972[1].

## Distribution
- Hans-Jürgen Bäumler : Stefan Hellwig
- Uschi Glas : Karin Rothe
- Georg Thomalla : Christian Meier
- Erni Singerl (de) : Marie Meier
- Darja Müssiggang : Babsi Meier
- Rudolf Prack : Dr. Madesperger
- Beppo Brem (de) : Michel, le forgeron
- Carl Lange : Kersten
- Trude Breitschopf (de) : Grand-mère Leithner
- Willy Meyer-Fürst : Grand-père Leithner
- Bruno W. Pantel : Wendehals, l'ingénieur
- Dagmar Hanauer : Monique Kersten
- Dorothea Carrera (de) : L'infirmière vétérinaire
- Raoul Retzer : Türk
- Alfred Litzinger : Peterl
- Toni Sailer : Le pompiste

## Source de traduction
- (de) Cet article est partiellement ou en totalité issu de l’article de Wikipédia en allemand intitulé « Verliebte Ferien in Tirol » (voir la liste des auteurs).